# Cestrum lentii
Cestrum lentii är en potatisväxtart som beskrevs av A.K.Monro. Cestrum lentii ingår i släktet Cestrum och familjen potatisväxter. Inga underarter finns listade i Catalogue of Life.